# Технічний університет Молдови
Техні́чний університе́т Молдо́ви — вищий навчальний заклад у Кишиневі, єдиний технічний виш Молдови. Викладання проводять румунською та російською мовами. Практикують також викладання французькою, англійською чи німецькою мовою, зокрема у філіалах інформатики та харчових технологій всі предмети викладають лише французькою.

## Історія
1964 року було засновано Кишинівський політехнічний інститут, що спочатку складався із трьох факультетів (енергетичного, цивільного будівництва та харчових технологій), того ж року було достворено ще три: інженерно-механічний, економічний та інженерно-науковий. Згодом їх кількість продовжила зростати.
1993 року інститут було перейменовано на Технічний університет Молдови.
Нині ТУМ об'єднує 10 факультетів, 13 коледжів. Університет дає можливість навчатись за 58 спеціальностями та 95 спеціалізаціями, курси організовано за семестрами; кількість студентів у групах 15-25 осіб, термін навчання 4 роки. Протягом перших двох років вивчають фундаментальні предмети, наступні 2 — спеціальні.
Науковцями Технічного університету було розроблено «TUMnanoSAT» перший штучний супутник Молдови, побудований завдяки підтримці Агентства аерокосмічних досліджень Японії (JAXA) та Управління ООН з питань космічного простору (UNOOSA) програми KiboCUBE. Супутник 12 серпня 2022 року було успішно виведено з Міжнародної космічної станції (МКС) у відкритий космос. У цій місії Falcon 9 перевозив космічний корабель SpaceX Dragon 2, який містив стартову капсулу J-SSOD Японського агентства аерокосмічних досліджень (JAXA), всередині якої, у свою чергу, перебував TUMnanoSAT.

## Факультети
- Енергетичний факультет
- Факультет інженерії та менеджменту в машинобудуванні
- Факультет інженерії та менеджменту в механіці
- Факультет обчислювальної техніки, інформатики та мікроелектроніки
- Факультет радіоелектроніки та телекомунікації
- Факультет технології та менеджменту в харчовій промисловості
- Факультет легкої промисловості
- Факультет кадастру, геодезії та будівництва
- Факультет містобудування та архітектури
- Факультет економічної інженерії та бізнесу

## Ректори
- 1964–1973 роки — Радауцан Сергій Іванович;
- 1973–1988 роки — Антосяк Володимир Георгійович;